# Заречное (Шемонаихинский район)
Заре́чное (каз. Заречное) — село в Шемонаихинском районе Восточно-Казахстанской области Казахстана, входит в состав Усть-Таловской поселковой администрации. Код КАТО — 636863300.

## География
Село расположено на западе Шемонаихинского района, в 7 километрах к юго-западу от административного центра поселковой администрации поселка Усть-Таловка, в 13 километрах к юго-западу от районного центра города Шемонаиха. Ближайшая железнодорожная станция Усть-Таловка — расположена в 8 километрах к северо-востоку от села (по дороге — 8,8 км). Соседние населённые пункты: Красный Яр в 4 километрах к западу, Усть-Таловка в 7 километрах к северо-востоку. Транспортное сообщение осуществляется автомобильной дорогой районного значения KF SH-02 «Усть-Таловка — Заречное». Высота центра населённого пункта — 329 метров над уровнем моря.

## Население
| Численность населения | Численность населения | Численность населения | Численность населения |
| 1989                  | 1999                  | 2009                  | 2021                  |
| --------------------- | --------------------- | --------------------- | --------------------- |
| 267                   | ↗345                  | ↘87                   | ↘34                   |

Процентное соотношение численно-преобладающих национальностей согласно переписи 1989 года:
| Национальность | Процентное соотношение |
| -------------- | ---------------------- |
| Русские        | 77 %                   |
| Другие         | 23 %                   |